# São Bartolomeu de Regatos

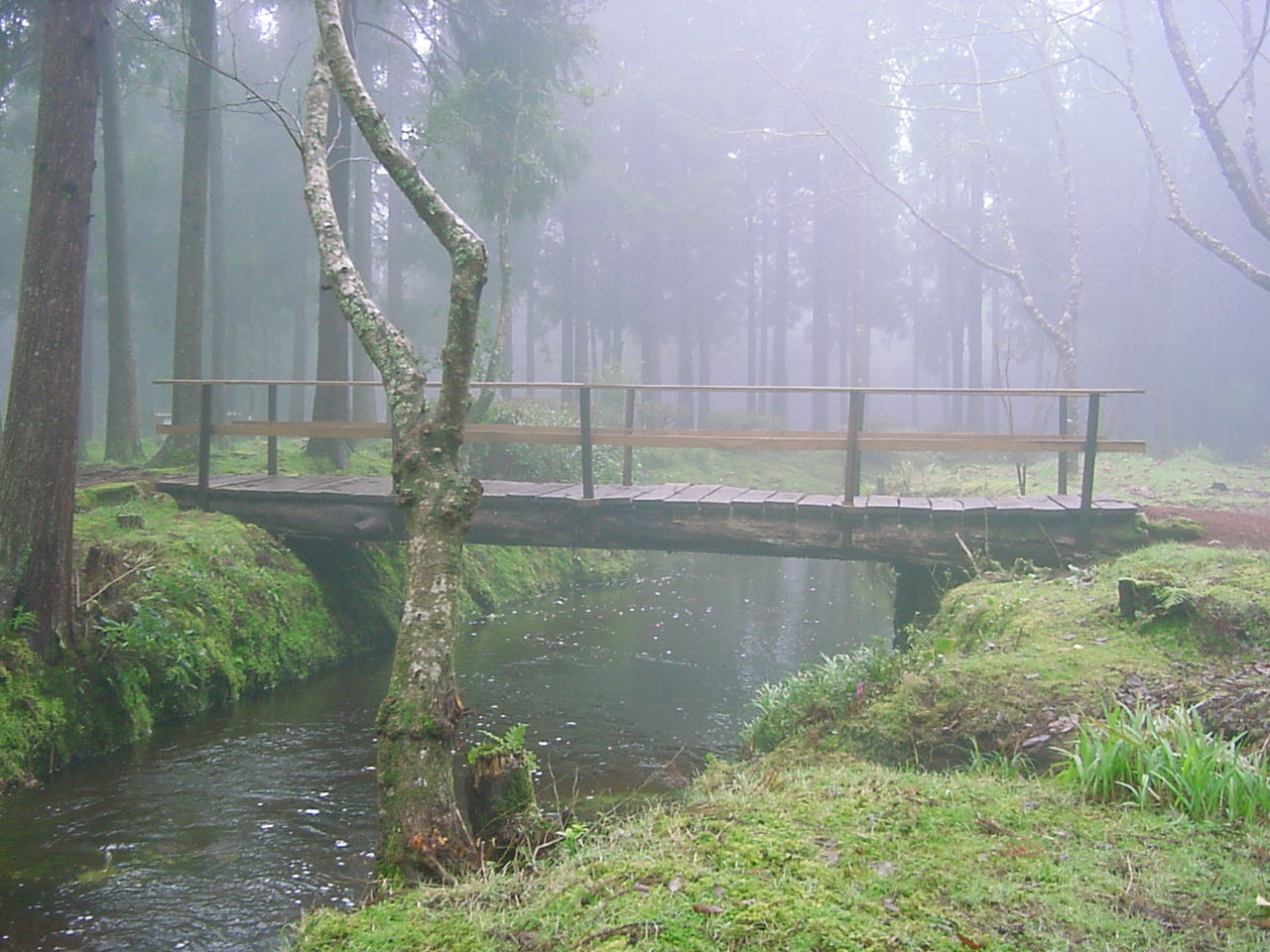
Os Viveiros da Falca em dia de nevoeiro.

São Bartolomeu de Regatos é uma freguesia portuguesa do município de Angra do Heroísmo, na ilha Terceira, Região Autónoma dos Açores,  com 26,44 km² de área e 1936 habitantes (censo de 2021). A sua densidade populacional é 73,2 hab./km².
Situa-se no sul da ilha, a cerca de 7 km a noroeste da cidade de Angra do Heroísmo, ocupando um território que se estende desde a costa até à vertente leste da Serra de Santa Bárbara.
A freguesia foi criada cerca de 1560, autonomizando o núcleo populacional que desde a década de 1470 se desenvolvera em torno do lugar dos Regatos.

## Descrição geral
A freguesia de São Bartolomeu de Regatos localiza-se no sul da ilha Terceira, ocupando um território grosseiramente retangular, embora com um considerável alargamento na parte sita no interior da ilha, que se estende desde as arribas da costa sul até ao planalto central e à encosta sueste da Serra de Santa Bárbara. A oeste confina com a freguesia das Cinco Ribeiras; a leste com as freguesias de São Mateus da Calheta, da Terra Chã e do Posto Santo; e a norte com a freguesia dos Altares.
Com exceção do seu extremo noroeste, que se situa na encosta da Serra de Santa Bárbara, estendendo-se até ao bordo sueste da Caldeira, o território da freguesia insere-se na zona de transição entre o Maciço de Santa Bárbara e o Maciço de Guilherme Moniz, caracterizado por vulcanismo fissural, com emissão de basaltos muito fluidos. Sucessivos derrames basálticos acabaram por recobrir as estruturas geológicas preexistentes, criando um planalto cujo bordo desce em direção ao sul de forma relativamente abrupta (declives superiores a 40%), terminando numa extensa plataforma costeira, aplainada, que desce suavemente até à costa. O litoral da freguesia é marcado por uma falésia costeira quase linear cuja altitude raramente ultrapassa os 30 m, diminuindo em direção a leste, aproximando-se dos 15 m na Chanoca, limite com a freguesia de São Mateus da Calheta.
As erupções que deram origem à maior parte do território da freguesia ocorreram ao longo de uma linha de fratura, linear e bem definida, que une a Lomba, no sopé leste da Serra de Santa Bárbara, ao Pico da Bagacina, passando pelo Pico do Gaspar. As lavas emitidas formaram extensas escoadas, em geral pouco espessas, que desceram até ao mar, atingindo a costa sul no troço entre as Cinco Ribeiras e a Silveira e a costa norte nos Biscoitos. Na zona central da ilha formou-se um extenso planalto, a cerca de 500 m acima do nível médio do mar, atravessado pela linha de cones que marca os últimos episódios da erupção fissural. Essa linha separa os territórios das freguesias de São Bartolomeu e dos Altares.
As escoadas prolongam-se por cerca de uma dezena de quilómetros até ao mar, estando as mais recentes quase desprovidas de recobrimento por materiais piroclásticos. Daí resulta que boa parte dos solos da freguesia, em especial os da região litoral e da parte leste (no limite com a Terra Chã), são regossolos esqueléticos, nalguns casos verdadeiros solos de biscoito. Essas zonas estão em geral ocupadas por floresta, na maior parte eucaliptais de Eucalyptus globulus, ou por pequenos campos rodeados de altas paredes (currais), de formato irregular adaptado à necessidade de contornar os numerosos afloramentos de basalto. Os terrenos da zona litoral (em torno do Pesqueiro) estão quase inteiramente divididos em pequenas parcelas muradas, em tempos ocupadas por vinhedos com figueiras instaladas sobre os afloramentos rochosos.
Os melhores solos da freguesia ocorrem entre a Canada da Igreja e o troço inferior da Ribeira da Ponte, área em que o recobrimento piroclástico é mais espesso em resultado de ser quase uma fajã poupada pelas últimas erupções basálticas cujas escoadas a rodeiam.
Na zona mais alta da freguesia, acima do lugar do Outeirão, inicia-se uma zona de férteis pastagens que se alarga no Escampadouro, uma área aplanada e de solos profundos que constituiu até meados do século XIX um dos mais importantes baldios da ilha, usado como terrenos comunitários pelas populações vizinhas.
Nas encostas da Serra, acima dos 400 m de altitude, estão pastagens recentes, arroteadas na década de 1960 no âmbito do Plano Pecuário dos Açores, constituídas por grande parcelas rodeadas por bosquetes de Cryptomeria japonica. Estes terrenos são baldios, estando arrendados a lavradores locais que os utilizam para estiagem dos gados.
A parte nordeste da freguesia, junto ao Pico da Bagacina, é ocupada por criações, pastagens de má qualidade pelo seu encharcamento, utilizadas para a criação de gado bravo destinado às touradas à corda.
No limite norte da freguesia, em território confinante com os Altares nas faldas da Serra de Santa Bárbara, estão os Morros Queimados, um conjunto de domas traquíticas de superfície negra recoberta por gigantescos penhascos, resultado da erupção em 1761 do Vulcão dos Picos Gordos, o último que ocorreu em solo da ilha Terceira.

### Estrutura urbana
Situada na transição entre os povoados claramente rurais do sudoeste da ilha Terceira e a periferia urbana da cidade de Angra do Heroísmo, a freguesia de São Bartolomeu apresenta uma estrutura urbana que, sem deixar de estar claramente alinhada ao longo das principais estradas que cruzam o seu território, apresenta algum grau de dispersão, com uma malha urbana mais complexa do que a estrutura linear típica das freguesias do sudoeste da ilha. Apesar disso, a freguesia mantém um carácter claramente rural, estruturando-se em três lugares bem individualizados:
- Regatos, estendendo-se do centro da freguesia para o interior da ilha, estruturado em torno da Cruz dos Regatos, o cruzamento da estrada que sobe do Terreiro frente à igreja para o interior da ilha com o caminho que ligava as Canadinhas, nas Cinco Ribeiras, com Angra, através da Terra Chã. Os Regatos são a parte mais antiga do freguesia e incluem as Covas, um núcleo populacional sito no limite com a freguesia da Terra Chã, e o Outeirão, a parte mais alta do povoado.
- Caminho do Meio, onde se concentra a maior parte da população, estendendo-se linearmente ao longo da estrada que liga Angra do Heroísmo à Cruz das Duas Ribeiras. É no cruzamento desta estrada com o Caminho dos Regatos que se localiza a igreja paroquial e o centro cívico da freguesia.
- Pesqueiro, um povoado alinhado ao longo da estrada litoral, mais denso na zona mais próxima da Cruz das Duas Ribeiras (ou Cruz das Cinco).

## Demografia
A população registada nos censos foi:
| Distribuição da População por Grupos Etários | Distribuição da População por Grupos Etários | Distribuição da População por Grupos Etários | Distribuição da População por Grupos Etários | Distribuição da População por Grupos Etários |
| -------------------------------------------- | -------------------------------------------- | -------------------------------------------- | -------------------------------------------- | -------------------------------------------- |
| Ano                                          | 0-14 Anos                                    | 15-24 Anos                                   | 25-64 Anos                                   | > 65 Anos                                    |
| 2001                                         | 335                                          | 247                                          | 790                                          | 197                                          |
| 2011                                         | 386                                          | 269                                          | 1118                                         | 210                                          |
| 2021                                         | 309                                          | 217                                          | 1134                                         | 276                                          |

A evolução da freguesia de São Bartolomeu de Regatos foi marcada pela emigração, primeiro para o Brasil, depois para os Estados Unidos e finalmente para o Canadá. Ao longo do século XX, a população da freguesia foi controlada pelas políticas de imigração dos Estados Unidos: a entrada em vigor do Johnson-Reed Act, fixando quotas que excluíam quase totalmente os cidadãos portugueses, restrição que se prolongou até depois da Segunda Guerra Mundial, induziu um crescimento da população que se prolongou até meados da década de 1960; depois, graças à facilitação da emigração açoriana para os Estados Unidos em consequência do Kennedy-Pastore Act, a população entrou em declínio. Nas últimas décadas a freguesia foi progressivamente transformada numa zona residência suburbana, o que levou à estabilização da população, verificando-se mesmo um modesto crescimento nos últimos anos.

### Economia
A freguesia de São Bartolomeu é uma freguesia rural de transição entre o sudoeste da Terceira, marcado pela sua profunda ruralidade e com uma economia largamente assente na bovinicultura para produção de leite, e a periferia da cidade de Angra do Heroísmo, dominada pelo setor dos serviços.
Assim, apesar da agro-pecuária ainda manter um papel dominante, destaca-se o comércio e alguns ramos industriais, como a panificação, a carpintaria, as oficinas mecânicas, o fabrico de bordados e a ganadaria. Ao longo das últimas décadas tem havido um significativo crescimento dos residentes em São Bartolomeu que trabalham na cidade de Angra do Heroísmo, dando à freguesia um crescente carácter de zona residencial suburbana.

### Principais festividades
A freguesia de São Bartolomeu mantém a generalidade das tradições festivas da zona rural da ilha Terceira, realizando as suas festas da respetiva Irmandade do Divino Espírito Santo e festa de Verão, nas quais se incluem diversas touradas à corda. O lugar do Pesqueiro mantém uma importante festividade em honra de Nossa Senhora dos Milagres, em ermida própria. São as seguintes as principais festividades anuais de São Bartolomeu:
- 24 a 29 de julho — Festas do Império dos Regatos
- 24 de agosto — Procissão do padroeiro de São Bartolomeu
- 31 de agosto — Dia da Freguesia
- 6 a 13 de setembro — Festas de Santo António no Largo da Igreja
- 10 de setembro — Início da novena a Nossa Senhora dos Milagres do Pesqueiro
- 21 de setembro — Início das festas de Nossa Senhora dos Milagres do Pesqueiro

## História
São Bartolomeu situa-se numa região da ilha cujo povoamento, dada a inacessibilidade da costa para oeste, se fez a partir de Angra, fixando-se os povoadores ao longo do caminho que ligava Angra a Santa Bárbara das Nove Ribeiras, o principal núcleo de povoamento do sudoeste da ilha e a primeira paróquia ali constituída. Núcleos secundários surgiram ao longo dos caminhos que iam de Angra pela Terra Chã até às Canadinhas, nas Cinco Ribeiras, e até às Doze Ribeiras, na realidade o percurso mais curto para quem se dirigisse a pé de Angra para o oeste da ilha.
A escassez de água, já que toda esta vasta região sudoeste da ilha é desprovida de nascentes significativas e o aquífero de base era inacessível com a tecnologia de abertura de poços então existente, obrigou os povoadores a estabelecerem-se junto das margens da ribeiras, em particular daquelas que alimentadas pelas turfeiras de altitude mantinham algum caudal durante a maior parte do ano. Esta limitação explica a forma do povoamento inicial e a concentração populacional em Santa Bárbara, deixando o território mais baixo das atuais freguesias de São Bartolomeu, São Mateus e Terra Chã, que apesar de mais próximos de Angra são desprovidos de ribeiras significativas, como lugares menos atrativos de fixação. A excepção acontece nos Regatos, onde a Ribeira da Ponte (que tem a maior bacia hidrográfica da ilha) recebe Ribeira Brava, área onde a água estava disponível, como aliás o topónimo indicia.
Esta disponibilidade de água nos Regatos levou a que em torno do caminho que ligava a Terra Chã às Canadinhas surgisse o núcleo populacional que daria origem a São Bartolomeu de Regatos. Aquele núcleo era claramente periférico em relação a Angra e a Santa Bárbara, centros de povoamento e sedes das primitivas paróquias. Essa perificidade, e a ausência de documentos conhecidos que atestem a fundação das paróquias, não permite determinar com certeza a que paróquia pertenciam os primitivos núcleos de povoamento, nem a data de criação de um eventual curato que tenha precedido a fundação da freguesia ou mesmo a data de criação desta.
Apesar dessas incertezas, segundo a maioria dos historiadores, antes da sua ereção paroquial, o povoado dos Regatos estava incluído na paróquia de Santa Bárbara das Nove Ribeiras. Outros dão o lugar como parte do curato de São Mateus da Calheta, que também seria parte da paróquia de Santa Bárbara (o que será improvável dada a muito maior distância da localidade em relação àquela igreja quando comparada com a distância a Angra).
Segundo a tradição, a construção da primeira igreja de São Bartolomeu, no então lugar dos Regatos, teve origem num voto feito em 1500 por D. Inês Álvares e seu marido, dois dos povoadores do lugar que, já idosos e cansados da viagem que tinham de fazer para ouvir missa na igreja de São Mateus da Calheta, então a mais próxima, prometeram construir uma ermida naquele povoado. Assim se fez, dando origem à paróquia, hoje freguesia civil de São Bartolomeu, orago que escolheram para a ermida.
Francisco Ferreira Drummond dá a paróquia como criada em 1560, tendo como seu primeiro vigário o padre Diogo Leite. Os primeiros registos de baptismo conhecidos datam de 1566. Por aquela época, a povoação tinha menos de 100 fogos, mas em 1590 a côngrua do cura de São Bartolomeu foi elevada para 30$000 réis, o que significa que já viviam então na paróquia cerca de 400 pessoas.
O povoamento parece ter sido, comparativamente a outras freguesias, relativamente lento, predominando, com excepção da zona em torno da Cruz dos Regatos, um povoamento disperso, em grandes quintas, algumas da quais subsistem na zona baixa da freguesia. Refletindo essa realidade Gaspar Frutuoso, escrevendo na segunda metade do século XVI, afirma: "para o sertão de terra meia légua, fica outra igreja de São Bartolomeu no lugar dos Regatos de oitenta vizinhos, que também vivem em suas quintas apartados uns dos outros". Imagem semelhante é dada por António Cordeiro que, escrevendo nos primeiros anos do século XVIII, diz "E meia légua adiante de São Mateus está a freguesia e o lugar de São Bartolomeu, de coisa de cem vizinhos, e muito também espalhados, e nele há uma ermida de São José."
Um acórdão da Câmara Municipal de Angra do Heroísmo, datado de 1791, inclui São Bartolomeu de Regatos entre as seis freguesias do concelho que então deveriam ser dotadas de estabelecimento de ensino das primeiras letras. Não se sabe se a iniciativa se concretizou, mas a inclusão de São Bartolomeu naquela lista demonstra a importância que o povoado já adquirira.
Francisco Ferreira Drummond, escrevendo por meados do século XIX, ao mesmo tempo que dá as primeiras notícias da introdução na Terceira da praga do oídio tuckeri, descreve assim a freguesia:
… encontra-se nela boas quintas e grandes pomares de diversas frutas, principalmente figos, que são as melhores que vão para o mercado da cidade; mas pelo caminho de baixo há terras lavradias de grande produção, ainda que não muito largas em razão dos biscoitos que as cercam. Foi nesta freguesia que de muitos anos a esta parte se deu o louvável exemplo da cultura de vinhas a arvoredos, especialmente figueiras, no outeiros e pedreiras que andavam cheias de silvas e ervas agrestes. A não ser a moléstia, cinza, alforra, ou o que lhe queiram chamar por desconhecida nestas ilhas, essas vinhas e as mais que se iam plantando em breves anos produziram tanto que se não careceria importar vinhos alguns das outras ilhas vizinhas. Com efeito, é coisa digna de admiração que não haja noticia alguma da célebre moléstia que há três anos dá nas vinhas, reduzindo os cachos que estão a criar baguinho, a um estado horroroso; que depois de figurarem como enfarinhados os torna negros e tísicos de todo, e o mesmo acontece às parreiras e folhagem. Os antigos não se acordam, nem há papéis de tal moléstia façam menção. E tanto é o seu progresso que nem sequer já se cuida de vindimar as vinhas e no presente ano apenas se acham pequenos canudos de vinha para se podar.
No ano de 1856 uma combinação de um mau ano agrícola com um aumento da procura de cereais no mercado português levou a uma generalizada falta de trigo e de milho na ilha Terceira. Como aqueles cereais constituíam a base alimentar da população, a especulação em torno da sua venda levou a tal inflação dos preços que as famílias mais pobres deixaram de os poder adquirir, passando a grassar a fome. Em consequência ocorreram graves tumultos, com os populares a oporem-se violentamente à exportação de cereais. Em São Bartolomeu a crise assumiu particular gravidade, o que obrigou a uma intervenção do governador civil, ao tempo Nicolau Anastácio de Bettencourt, que repôs a ordem pública, proibindo as exportações
O império do Espírito Santo, um dos maiores e mais ornamentados da ilha, foi construído em 1875, num esforço liderado por Francisco Xavier de Melo e pelo cura António Coelho Ormonde que custou 840$000 réis, ao tempo uma vultosa quantia.
O abastecimento de energia elétrica à freguesia foi inaugurado a 4 de abril de 1931, obra dos Serviços Municipalizados de Angra do Heroísmo.
A partir de meados do século XX, beneficiando da proximidade em relação à cidade de Angra do Heroísmo e de ter sido das primeiras a ser servidas por eletricidade e por distribuição domiciliária de água, a freguesia conseguiu fixar população. Ganhou um carácter de periferia urbana, artificialmente acentuado pela insólita alteração à toponímia dos seus arruamentos, que a transformou no limite oeste da urbe (senso lato) angrense.

### As inundações
A Ribeira da Ponte tem a maior bacia hidrográfica da ilha, coletando água desde a encosta leste da Serra de Santa Bárbara até à região do Escampadouro. Apesar da permeabilidade dos terrenos levar a que a maior parte da água precipitada se infiltre, após chuvadas intensa pode gerar grandes caudais. Como o leito da ribeira entre a Castelhana e a ponte do Caminho do Meio atravessa uma zona de escoadas basálticas muito rijas, por isso pouco erodidas, espraia-se perigosamente numa zona sem margens bem marcadas. Em consequência, foram frequentes os incidentes em que a ribeira extravasou, descendo as águas até ao terreiro pelo Caminho dos Regatos.
Por três vezes essas cheias causaram lamentáveis ruínas, tendo o incidente mais grave ocorrido a 11 de setembro de 1913, quando na sequência da passagem de um furacão, a ribeira extravasou matando 17 pessoas e causando grande destruição na igreja e nas casas sitas ao longo da Canada da Igreja.

### O abastecimento de água
A ausência de aquíferos acessíveis com as tecnologias então disponíveis e a falta de nascentes nas imediações sempre foi um dos grandes obstáculos ao povoamento da zona oeste da ilha Terceira. Esse problema foi particularmente sentido em São Bartolomeu, já que a sua distância à Serra de Santa Bárbara não permitia utilizar as águas das magras nascentes existentes nas suas encostas. A população recorria à água da Ribeira da Ponte (que com o arroteamento dos terrenos do interior e o desaparecimento das turfeiras passou a ter água apenas após as chuvadas) e a cisternas que aparavam a água dos telhados. No estio era necessário carrear água desde Angra.
A primeira tentativa de resolver definitivamente o problema surgiu em 1863, quando por alvará do Governo Civil, datado de 2 de agosto daquele ano, foi criada uma comissão para promover o abastecimento de água à freguesia. A solução escolhida, depois de quase duas décadas de tentativas frustradas, foi montar uma conduta que trazia água do Reservatório de Santa Bárbara, construído em 1878, passando a freguesia a partilhar com as freguesias situadas a oeste (Cinco Ribeiras, Santa Bárbara e Doze Ribeiras) aquele já escasso caudal.
Na freguesia foram então construídos chafarizes, dos quais José Alves da Silva, escrevendo em 1891 diz da freguesia: "Sendo antigamente muito necessitada de água potável, hoje possui três chafarizes que a abastecem, um à Cruz dos Regatos, um no Terreiro da Igreja e outro à Ponte do Pesqueiro, procedentes da Caldeira da Serreta e do Reservatório de Santa Bárbara".
Apesar de escassos e distantes entre si, os chafarizes eram uma grande melhoria, mas a falta de água estava longe de ultrapassada, como atesta uma local inserida num jornal angrense de 1913:"O que por aqui está mais na ordem do dia é a excessiva falta de água para todas as necessidades da vida. O gado não tem que beber e o povo luta com essa falta ao ponto de ter de ir buscar água à cidade, e os que não podem ir buscar têm de a pagar aqui a preço de um escudo cada pipa! Os três chafarizes da freguesia, que apenas correm três dias por cada semana, não fornecem água em condições de ser usada na alimentação, porque é suja e de sabor pouco agradável".
A situação manteve-se nas décadas seguintes e só em 1939,  por iniciativa do médico Joaquim Bartolomeu Flores, se incluiu a melhoria do abastecimento de água no programa de obras públicas destinado a celebrar os Centenários, uma iniciativa destinada a glorificar o Estado Novo. O projeto foi elaborado pelo engenheiro Jaime Real e consistia na canalização de água da Fonte da Telha, sita no Posto Santo, até à Cruz dos Regatos. Não havendo dinheiros públicos suficientes, foi necessário recorrer à contribuição dos bartolomenses, na maior parte através da cedência de dias de trabalho voluntário. As obras iniciaram-se a 26 de setembro de 1939 e concluíram-se em Dezembro de 1941 com a ligação da Fonte da Telha (via Fonte Faneca) ao chafariz da Cruz dos Regatos. O povo da freguesia contribuiu com muitos milhares de dias de trabalho voluntário (só até Setembro de 1940 foram 3 311 dias).
A questão do abastecimento de água voltou novamente a assombrar a freguesia nos anos seguintes e só após a implantação do regime autonómico de 1976 se procedeu à construção de um sistema de abastecimento domiciliário.

### As escolas
A primeira escola de ensino primário da freguesia foi fundada em 1828, a expensas da Junta da Paróquia, funcionando em casa do professor, a quem a Junta pagava um moio de trigo ao ano, acrescido de 5$000 réis para as despesas com o material escolar. A escola masculina, com 27 alunos, foi oficializada a 19 de fevereiro de 1864, sendo-lhe colocado uma professora. A escola feminina apenas foi criada a 23 de maio de 1891, com uma professora e uma frequência de 42 raparigas.
As primeiras escolas funcionaram no centro da freguesia. Apenas a 4 de fevereiro de 1953 foi criada uma escola mista nos Regatos, então frequentada por 44 alunos. A escola foi transformada em posto escolar a 11 de novembro de 1957. Foi também criada uma escola mista no lugar do Pesqueiro, a 19 de dezembro de 1958, com 32 crianças. A escola do Pesqueiro foi transformada em posto escolar a 14 de fevereiro de 1970.
Como as escolas da freguesia funcionavam em casas de habitação, em condições muito deficientes, a freguesia foi incluída no Plano dos Centenários, sendo nela construídos três edifícios escolares de duas salas: a Escola do Centro (depois EB1/JI Padre Joaquim Borges de Meneses), inaugurada a 1 de janeiro de 1960; a Escola dos Regatos (depois EB1/JI Prof. Manuel Luís Sequeira), inaugurada a 28 de maio de 1960; e a Escola do Pesqueiro (depois EB1/JI Prof. Isaura S. Soares), inaugurada a 1 de Janeiro de 1960. Todas as escolas tinham cantina escolar e biblioteca.
Com a reestruturação da rede escolar que ocorreu a partir de 1998, a escola do Centro (agora EB1/JI de São Bartolomeu de Regatos), foi ampliada para receber todas as crianças da freguesia, passando a ser o único estabelecimento de ensino do povoado, nele se ministrado a educação pré-escolar (3-5 anos) e o 1.º ciclo do Ensino Básico (1.º ao 4.º ano; 6-9 anos).

### O movimento cooperativo
A Leitaria Esperança da freguesia de S. Bartolomeu de Regatos foi fundada a 20 de novembro de 1918, como sociedade cooperativa de responsabilidade ilimitada. Constituída nos moldes de um sindicato agrícola, a cooperativa tinha por fim o aproveitamento e transformação do leite produzido pelas vacas dos próprios sócios e, especialmente, a produção e venda coletiva de manteiga. Os seus fundadores foram 46 lavradores residentes em São Bartolomeu de Regatos.
A 10 de janeiro de 1944, foi constituída a Cooperativa Agrícola de São Bartolomeu, sociedade agrícola anónima de responsabilidade limitada, com sócios na área da freguesia e integrada no espírito do corporativismo do Estado Novo. O alvará da nova sociedade foi assinado pelo Ministro da Economia, ficando a mesma cooperativa sujeita às disposições de Decreto n.º 4.002.
A Cooperativa Leitaria Esperança manteve-se em funcionamento até 3 de janeiro de 1946, quando os sócios fundadores da cooperativa decidiram aderir à Cooperativa Agrícola de São Bartolomeu, dando poderes à direção para tratar, por compra ou venda, os prédios, máquinas e utensílios da extinta Cooperativa Leitaria Esperança.
A memória da Leitaria esperança está preservada no Núcleo Museológico de São Bartolomeu de Regatos, entretanto criado no edifício que foi sua sede.

### A Casa do Povo
A freguesia de São Bartolomeu teve uma das primeiras Casas do Povo que se fundaram nos Açores. A Casa do Povo de São Bartolomeu foi fundada em Agosto de 1942, fruto de uma iniciativa liderada pelo padre Joaquim Borges de Meneses. A sede da instituição, no Terreiro frente à igreja, foi inaugurada a 27 de fevereiro de 1971 pelo Secretário de Estado do Trabalho e Previdência, ao tempo Joaquim Carlos da Costa Pinto.
A Casa do Povo acabou por integrar a Filarmónica Espírito Santo, uma agremiação musical da freguesia que fora fundada em 1905 e que se tinha estreado fora da freguesia em 5 de agosto de 1906, quando abrilhantou uma corrida de toiros na Praça de São João, em Angra do Heroísmo. A Filarmónica adquirira personalidade jurídica em 1938, quando passou a ter sede própria, mas acabou por aceitar a integração na Casa do Povo.

### Denominação da freguesia
O nome da freguesia foi sofrendo alteração ao longo dos tempos: até 1911 aparece nos censos como São Bartolomeu dos Regatos; a partir daquele ano, a designação é alterada para Regatos, designação que mantém até 1939, quando pelo Decreto n.º 30 214 de 22 de dezembro de 1939 foi dada à freguesia a denominação de São Bartolomeu. O nome voltou a ser alterado, desta feita pelo Decreto n.º 235/73, de 15 de Maio, passando o nome da freguesia para São Bartolomeu de Regatos. Apesar de todas estas alterações, o uso conservou a primitiva designação da paróquia, que é desde a sua criação São Bartolomeu dos Regatos.

## Instituições da freguesia
- Junta de Freguesia de São Bartolomeu de Regatos
- Paróquia Católica de São Bartolomeu
- Núcleo Museológico de São Bartolomeu de Regatos
- Irmandade do Divino Espírito Santo dos Regatos
- Casa do Povo de São Bartolomeu

## Personalidades ligadas à freguesia
- António Martins da Silva, Plácido, improvisador e cantador.
- António Pereira Moisés, improvisador e poeta popular.
- Emília das Neves, a Linda Emília, uma atriz dos finais do século XIX.
- Isaura S. Soares, professora primária.
- Joaquim Borges Dias de Meneses, pároco da freguesia e dinamizador da reconstrução da igreja.
- José Eduardo Martins Ormonde, botânico e ilustrador.
- José Eliseu Mendes Costa, cantador.
- Manuel Luís Sequeira, professor primário.
- Manuel da Rocha Ferreira (1887-1945) — padre católico e benemérito, nascido em São Bartolomeu de Regatos a 22 de fevereiro de 1887. Foi ordenado em Braga no ano de 1912 e no ano seguinte foi colocado numa paróquia de Angra do Heroísmo. Nesse ano assumiu a direção do Orfanato Beato João Baptista Machado, tendo nessas funções desenvolvido um trabalho de benemérito, angariando fundos e melhorando as condições daquele estabelecimento.

## Património natural e construído
- Igreja de São Bartolomeu (São Bartolomeu de Regatos)
- Ermida de Nossa Senhora dos Milagres, Pesqueiro, propriedade de um privado, ereta por Luís Jacinto Pacheco, abriu ao culto a 8 de agosto de 1902. Em torno desta ermida realizam-se anualmente as festas da Senhora dos Milagres do Pesqueiro.
- Império do Espírito Santo de São Bartolomeu
- Império do Espírito Santo de São Bartolomeu dos Regatos
- Pico dos Padres
- Viveiros da Falca